# Bent Hansen (futbolista)
Bent Hansen   (Copenhaguen, 13 de setembre de 1933 - Gentofte, 8 de març de 2001) fou un futbolista danès de la dècada de 1950.
Fou 58 cops internacional amb la selecció de Dinamarca.
Pel que fa a clubs, defensà els colors de Boldklubben 1893.